# Área urbana de génese ilegal
Em Portugal, uma Área urbana de génese ilegal (AUGI) é uma designação legal atribuída a prédios ou conjunto de prédios contíguos predominantemente ocupados por construções não licenciadas (construções ilegais) ou que tenham sido submetidos a uma operação de parcelamento destinado à construção apesar de não ter sido emitida uma licença de loteamento.

## Exemplos de áreas urbanas de génese ilegal
- Covas de Coina;
- Quinta do Conde;
- Vale de Milhaços;